# Sheitan
Sheitan (internationaal uitgebracht als Satan) is een Franse thriller/horrorfilm met een komische ondertoon uit 2006, onder regie van Kim Chapiron. Hij schreef het verhaal samen met zijn vader Christian. Sheitan ging in Nederland in première op het Amsterdam Fantastic Film Festival 2007.

## Verhaal
Bart (Olivier Bartélémy), Thaï (Nico Le Phat Tan), Ladj (Ladj Ly) en Yasmine (Leïla Bekhti) zijn een avond op stap in de discotheek, waar Thaï aan het flirten slaat met Eve (Roxane Mesquida). Wanneer Bart vervelend wordt tegen andere bezoekers, wordt hij eruit gezet. De anderen komen kijken wat er gebeurd is en Eve stelt voor om bij haar thuis verder te feesten. Met name de mannen zien dat wel zitten en met zijn vijven kruipt de groep in de wagen van Ladj.
Aangekomen in het gehuchtje waar Eve woont, blijkt ze in een kast van een huis met een groot landgoed eromheen te wonen. Daarnaartoe wandelend maakt de groep kennis met Joseph (Vincent Cassel), die voor het land en de beesten zorgt. Hij heeft een wat merkwaardige humor, maar dat blijkt niet ongebruikelijk in het plaatsje, dat krioelt van de met schoonheidsfoutjes opgezadelde mensen. Bovendien is Joseph vriendelijk en gastvrij.
Onbewust loopt de groep zo het middelpunt in van een groep Satansaanbidders die het niet zo nauw neemt met zedelijk gedrag. Bovendien staat Josephs vrouw (nogmaals Cassel) op het punt te bevallen en is Joseph nog op zoek naar een paar ogen voor het kind.

## Trivia
- Hoewel Monica Bellucci geen rol speelt in het verhaal van Sheitan zelf, verschijnt ze wel op een televisie die aanstaat in het huis van Eve, als La belle vampiresse in een niet bestaande film.